# Le Bâtard du bois noir
Le Bâtard du bois noir est un roman du terroir de Hubert de Maximy, romancier, producteur de télévision et réalisateur français, né en 1944 à Craponne-sur-Arzon (Haute-Loire).
Cet ouvrage, paru en juin 2008 aux Éditions de l’Archipel est le premier d’une trilogie avec La Revanche du Bâtard et La Fille du Bâtard.

## Résumé
Marius Malaguet, cinq ans, ne connait pas son père et passe une enfance difficile avec sa mère Marie chez le patron de celle-ci, il est maltraité et travaille dur dans ce pays du Haut-Velay au début du XXe siècle.
Il est affublé du  surnom « Lou Bastardou » à cause de sa naissance un peu trouble. Cette situation incertaine l’empêche d’avoir une relation amoureuse stable avec Jeanne, la fille du patron.
La guerre éclate, Marius n’attend pas l’appel sous les drapeaux, il s’engage pour fuir l’inconfort moral et physique qu’il subit à la ferme.
Et c’est durant ce conflit qu’il apprend au fil de ses rencontres des détails sur son propre passé. La guerre est une dure épreuve mais Marius qui finit Lieutenant s’attache à des bagnards qu’il compte bien réhabiliter à la fin des combats.
Tout s’éclaircit avec la paix revenue, il retrouve sa mère et peut enfin épouser Jeanne.

## Éditions
- Éditions de l’Archipel, Paris, 2008, 255 p. (ISBN 978-2-8098-0058-6)[2]
- Le Grand Livre du Mois, Paris, 2008, 255p. (ISBN 978-2-286-04804-4)[3]
- Éditions France loisirs, Paris, 2009, 383 p. (ISBN 978-2-298-02046-5)[4]
- Éditions de Borée, Sayat, 2010, 340p. (ISBN 978-2-8129-0041-9)[5]
- Éditions de l’Archipel, Paris, 2012, 687 p. (Le Bâtard du bois noir, La Revanche du Bâtard et La Fille du Bâtard),  (ISBN 978-2-80980-881-0)[6]